# Xã Chikaskia, Quận Sumner, Kansas
Xã Chikaskia (tiếng Anh: Chikaskia Township) là một xã thuộc quận Sumner, tiểu bang Kansas, Hoa Kỳ. Năm 2010, dân số của xã này là 59 người.